# Кая, Озлем
Озлем Кая (тур. Özlem Kaya; род. 20 апреля 1990, Гёле, провинция Ардахан, Турция) — турецкая легкоатлетка, специализирующаяся в беге на 3000 метров с препятствиями. Бронзовый призёр чемпионата Европы 2016 года. Бронзовый призёр Универсиады (2015). Двукратная чемпионка Турции. Участница летних Олимпийских игр 2012 и 2016 годов.

## Биография
Дебютировала за сборную Турции в 16 лет, когда случился её дебют на чемпионате Европы по кроссу в юниорском забеге.
На беговой дорожке заставила о себе говорить в 2012 году, когда в беге на 3000 метров с препятствиями за один старт улучшила личный рекорд на 30 секунд (до 9.38,32), хотя ещё годом ранее в финале молодёжного чемпионата Европы финишировала последней. Однако приблизиться к этому результату на главных стартах не удалось. И на чемпионате Европы, и на Олимпийских играх в Лондоне Кая не прошла дальше предварительных забегов и не смогла пробежать дистанцию быстрее 10 минут.
В финале чемпионата Европы 2014 года финишировала 14-й с результатом 10.06,68.
В 2015 году завоевала бронзовую медаль на Универсиаде в южнокорейском Кванджу. В предварительном забеге на чемпионате мира установила новый личный рекорд, 9.30,23, благодаря которому вышла в финал, где закончила дистанцию 13-й.
Стала бронзовым призёром чемпионата Европы 2016 года, уступив только немке Гезе-Фелиситас Краузе и Луизе Геге из Албании. Лучший результат в сезоне показала на Олимпийских играх в Рио-де-Жанейро, но его оказалось недостаточно для выхода в решающий забег.
Выиграла титул чемпионки Европы по кроссу 2016 года в командном первенстве (показала 13-й результат в общем зачёте и третий среди турецких женщин).
Тренируется в клубе Üsküdar Belediyespor под руководством Айтача Озбакыра.

## Основные результаты
| Год  | Турнир                                   | Место проведения               | Дисциплина     | Место       | Результат |
| ---- | ---------------------------------------- | ------------------------------ | -------------- | ----------- | --------- |
| 2006 | Чемпионат Европы по кроссу среди юниоров | Сан-Джорджо-су-Леньяно, Италия | кросс 4,1 км   | 70-е        | 14.23     |
| 2008 | Чемпионат Европы по кроссу среди юниоров | Брюссель, Бельгия              | кросс 4 км     | 25-е        | 14.30     |
| 2009 | Чемпионат Европы по кроссу среди юниоров | Дублин, Ирландия               | кросс 4,039 км | 57-е        | 15.45     |
| 2011 | Чемпионат Европы среди молодёжи          | Острава, Чехия                 | 3000 м с/п     | 11-е        | 10.12,05  |
| 2012 | Кубок Европы по бегу на 10 000 метров    | Бильбао, Испания               | 10 000 м       | 27-е        | 33.51,32  |
| 2012 | Чемпионат Европы                         | Хельсинки, Финляндия           | 3000 м с/п     | 20-е (заб.) | 10.11,69  |
| 2012 | Олимпийские игры                         | Лондон, Великобритания         | 3000 м с/п     | 39-е (заб.) | 10.03,52  |
| 2013 | Чемпионат Европы по кроссу               | Белград, Сербия                | кросс 8 км     | 31-е        | 28.04     |
| 2014 | Командный чемпионат Европы               | Брауншвейг, Германия           | 1500 м         | 12-е        | 4.22,35   |
| 2014 | Командный чемпионат Европы               | Брауншвейг, Германия           | 3000 м с/п     | 8-е         | 9.58,97   |
| 2014 | Чемпионат Европы                         | Цюрих, Швейцария               | 3000 м с/п     | 14-е        | 10.06,68  |
| 2014 | Чемпионат Европы по кроссу               | Самоков, Болгария              | кросс 7,78 км  | 28-е        | 30.21     |
| 2015 | Чемпионат Европы в помещении             | Прага, Чехия                   | 3000 м         | 15-е (заб.) | 9.14,35   |
| 2015 | Универсиада                              | Кванджу, Южная Корея           | 3000 м с/п     | 3-е         | 9.37,79   |
| 2015 | Чемпионат мира                           | Пекин, Китай                   | 3000 м с/п     | 13-е        | 9.34,66   |
| 2016 | Чемпионат Европы                         | Амстердам, Нидерланды          | 3000 м с/п     | 3-е         | 9.35,05   |
| 2016 | Олимпийские игры                         | Рио-де-Жанейро, Бразилия       | 3000 м с/п     | 20-е (заб.) | 9.32,03   |
| 2016 | Чемпионат Европы по кроссу               | Кья, Италия                    | кросс 7,97 км  | 13-е        | 26.12     |